# UFC Undisputed 2010
UFC Undisputed 2010 (también conocido como UFC Undisputed 2) es un juego de lucha de artes marciales mixtas con propiedades y luchadores de Ultimate Fighting Championship (UFC) desarrollado por Yuke's y publicado por THQ en 2010 para PlayStation 3, Xbox 360 y (por primera vez) PlayStation Portable. Es el segundo juego que se lanza bajo el acuerdo de 2007 de THQ con UFC y es una secuela del exitoso UFC 2009 Undisputed. Otra secuela, UFC Undisputed 3, fue lanzada en 2012.

## Jugabilidad
UFC Undisputed 2010 incluye varios cambios con respecto a la versión anterior:
- Controles mejorados, incluido un rediseño de clinch y ground grappling, así como un modo carrera mejorado, comenzando en World Fighting Alliance.
- Cambios en el juego, incluido el uso de paredes de jaula, acabados por TKO (cortes y lesiones) y la introducción de estilos de lucha de karate, lucha grecorromana y judo.
- Se agregaron marcas de MMA para la ropa, así como la introducción de vestimenta para después de la pelea.
- Nuevos escenarios que incluyen GM Place, Centre Bell y The O2.

Cada luchador de la lista de Undisputed 2010 tiene habilidades y atributos que solo se pueden ver al seleccionar un luchador en el modo de exhibición. Algunos luchadores tienen movimientos diferentes a otros que se pueden ver al pausar el juego y seleccionar los controles mientras se usa un luchador, nuevamente no hay otro método para ver los movimientos de un luchador. Shaquille O'Neal, así como el equipo Tapout de UFC 2009 Undisputed son luchadores desbloqueables.

### Modo Carrera
En el modo carrera, los jugadores pueden crear su propio luchador y llegar a la cima de la UFC. El jugador comienza en peleas de aficionados y se dirige a la World Fighting Alliance, donde después de una carrera exitosa es invitado a pelear en UFC por Dana White. Después de las victorias en los programas más pequeños de Fight Night, el jugador tiene la opción de luchar en las tarjetas de pago por evento. Las victorias consecutivas conducen a una oportunidad por el título, y después de ganar el título y defenderlo por un tiempo, el jugador tendrá la opción de cambiar de división y luchar por el título en otra categoría de peso. Después de 54 peleas, el jugador se retirará y se convertirá en entrenador, y si tuvo una carrera exitosa, será incluido en el Salón de la Fama de UFC.
Hay muchas opciones interactivas durante el modo Carrera. El entrenamiento para una pelea implica un sistema de gestión en el que el jugador elige un ejercicio en el que puede jugar minijuegos de combate o aumentar automáticamente sus estadísticas. Junto con las estadísticas de la técnica, están los niveles de fuerza, velocidad y resistencia. Centrarse demasiado en aumentar las estadísticas de un área en particular hará que las otras estadísticas decaigan, por lo que el jugador debe alternar entre actividades. Después de unirse a UFC y aumentar su popularidad, el jugador recibirá muchas actividades opcionales, como participar en sesiones de prensa con Rachelle Leah o sesiones de fotos con Arianny Celeste. El jugador puede asistir a los pesajes durante las peleas por el título y será entrevistado por Joe Rogan después de cada pelea de PPV.

### Modo Ultimate Fights
El modo Classic Fights de UFC 2009 Undisputed regresa como Ultimate Fights Mode. Los jugadores pueden volver a visitar algunas de las mejores peleas en la historia de UFC y desbloquear videos. Jugar como el ganador de una pelea desbloquea lo más destacado de la pelea en sí, mientras que jugar como el perdedor desbloquea las entrevistas posteriores a la pelea.

## Desarrollo y lanzamiento
El 12 de diciembre de 2009 se mostró un avance del juego en los Spike Video Game Awards de 2009, donde UFC 2009 Undisputed fue nombrado Mejor Juego Deportivo Individual, mostrando un primer vistazo al concursante de The Ultimate Fighter: Heavyweights, Kimbo Slice. La lista completa se anunció en abril de 2010.
El presidente de UFC, Dana White, se declaró "en guerra" con Electronic Arts por el desarrollo de EA Sports MMA. Según White, UFC esperaba que EA Sports se hiciera cargo de los derechos de publicación de la licencia de videojuegos de UFC, pero EA Sports se negó. White comentó: "EA Sports nos dijo: 'No eres un verdadero deporte. No tocaríamos esto. No queremos tener nada que ver con esto'". En cambio, UFC se asoció con THQ para desarrollar UFC 2009 Undisputed. "Ponemos nuestros traseros en juego, THQ y UFC, para hacer un trato de videojuegos en la peor economía del mundo", dijo White a los periodistas en julio de 2009. "Salimos y hacemos esto, y es exitoso , y ahora, maldita sea, EA Sports quiere hacer un videojuego. White advirtió a los luchadores que tenían la intención de ser incluidos en EA Sports MMA, afirmando que "si haces negocios con EA, no estarás en UFC". Los campeones de peso pesado de UFC Tim Sylvia y Andrei Arlovski, así como Fabrício Werdum, Dan Henderson y Frank Trigg confirmaron su presencia en EA Sports MMA. Randy Couture estaba bajo contrato con UFC antes de aceptar ser parte de EA Sports MMA, pero puede hacerlo. participó en el juego debido a que nunca firmó su parecido con UFC para su uso en videojuegos; desde entonces, White ha cambiado su punto de vista sobre este tema.
La versión de demostración del juego incluye cuatro luchadores de peso semipesado (Lyoto Machida, Shogun Rua, Rashad Evans y Rampage Jackson). Los códigos de descarga limitados se lanzaron el 29 de abril para los miembros de la comunidad de UFC y la demostración se lanzó públicamente una semana después tanto en PlayStation Network como en Xbox Live.
James McSweeney, Marcus Jones, Brendan Schaub y Roy Nelson fueron los cuatro luchadores adicionales como parte del bono de reserva de GameStop/Game. El 16 de septiembre de 2010, los luchadores de bonificación de reserva se lanzaron como contenido descargable en Xbox Marketplace y PlayStation Store.

## Recepción
Las versiones de PlayStation 3 y Xbox 360 recibieron críticas "favorables", mientras que la versión de PSP recibió críticas "promedio", según el sitio web de agregación de reseñas Metacritic. Numerosos sitios web de videojuegos premiaron al juego con grandes elogios por sus diversas mejoras con respecto a la versión 2009. Las ventas del juego, sin embargo, fueron decepcionantes.
Dakota Grabowski de GameZone dijo sobre las versiones de PS3 y Xbox 360: "En general, UFC Undisputed 2010 es una fuerza a tener en cuenta. THQ ha puesto en aviso a todos los demás juegos de lucha ya que UFC Undisputed 2010 se ha trasladado al dominio de uno de los mejores juegos del género ". Además, Caleb Newby de GamePro calificó la versión de Xbox 360 como "una experiencia intensamente satisfactoria". GameTrailers dijo que la misma versión de la consola fue una de las entradas de videojuegos más técnicamente logradas y brutalmente satisfactorias hasta la fecha. Sin embargo, Greg Miller de IGN declaró que si bien el juego es bueno, sus pequeños problemas impiden que sea impresionante. Justin Calvert de GameSpot dijo que el punto fuerte del juego es el juego central, mientras que el modo de carrera con menús pesados puede resultar un poco tedioso, aunque Calvert luego declaró que aunque el modo de carrera tiene fallas, todavía es capaz de mantenerse te involucraste en la carrera de tu personaje. Los dos revisores de Good Game le dieron 8/10 y 8.5/10. En Japón, Famitsu le dio a las versiones de PS3 y Xbox 360 una puntuación de los cuatro ochos para un total de 32 de 40.
411Mania dio a ambas versiones de consola nueve de cada diez y dijo que el juego "se siente como un juego completamente diferente al de 2009, desde la presentación hasta las posturas de lucha y todo lo demás [...] Esta es una compra definitiva para cualquier fan de MMA o incluso aquellos que solo quieren entrar en el deporte ". The Daily Telegraph le dio a la versión Xbox 360 ocho de cada diez y dijo que era "sin lugar a dudas la mejor experiencia de UFC en cualquier consola hasta la fecha. Dejando a un lado los fallos gráficos, UFC [Undisputed] 2010 captura la brutalidad y la naturaleza épica del deporte como ninguna otra cosa". proporcionando el juego perfecto para mostrar su profundo y satisfactorio sistema de lucha ". Teletext GameCentral le dio a la misma versión de consola una puntuación similar de ocho sobre diez y declaró: "Las mejoras son incrementales en el mejor de los casos, pero todavía parece un juego de MMA casi perfecto".